# Palpita monomaculalis
Palpita monomaculalis là một loài bướm đêm trong họ Crambidae.